# Songkhla (miasto)
Songkhla (taj. สงขลา) – miasto w południowej Tajlandii, nad Zatoką Tajlandzką, ośrodek administracyjny prowincji Songkhla. Około 84 tys. mieszkańców.